# Lijst van Brusselse ministers van Energie
Dit is een lijst van ministers van Energie in de Brusselse Hoofdstedelijke Regering.

## Lijst
| Nr. | Minister | Minister                   | Partij | Partij | Begin          | Einde            | Regering(en)                              | Bevoegdheid   |
| --- | -------- | -------------------------- | ------ | ------ | -------------- | ---------------- | ----------------------------------------- | ------------- |
| S   |          | Vic Anciaux (1931-2023)    |        | VU     | 23 juni 1995   | 21 november 1997 | Picqué II                                 | Energiebeleid |
| 1   |          | Éric Tomas (1948)          |        | PS     | 14 juli 1999   | 19 juli 2004     | Simonet I, de Donnea, Ducarme, Simonet II | Energie       |
| S   |          | Alain Hutchinson (1949)    |        | PS     | 1 januari 2002 | 18 februari 2004 | de Donnea, Ducarme                        | Energie       |
| 2   |          | Evelyne Huytebroeck (1958) |        | Ecolo  | 19 juli 2004   | 20 juli 2014     | Picqué III, IV, Vervoort I                | Energie       |
| 3   |          | Céline Fremault (1973)     |        | cdH    | 20 juli 2014   | 18 juli 2019     | Vervoort II                               | Energie       |
| 4   |          | Alain Maron (1972)         |        | Ecolo  | 18 juli 2019   | heden            | Vervoort III                              | Energie       |